# Xã Mineral, Quận Jasper, Missouri
Xã Mineral (tiếng Anh: Mineral Township) là một xã thuộc quận Jasper, tiểu bang Missouri, Hoa Kỳ. Năm 2010, dân số của xã này là 9.100 người.